# Gehnbach (Rohrbach)
Der Gehnbach ist ein etwas über 3 Kilometer langer, nördlicher und rechter Zufluss des Rohrbachs im saarländischen Saarpfalz-Kreis.

## Name
Ursprünglich wurde der Bach als Geinbach (1535) bezeichnet. Der Name beinhaltet den Genitiv des Personennamens Gago (Gegin- > Gein-).

## Geographie

### Verlauf
Der Gehnbach entspringt im Bruchwaldauf einer Höhe von etwa 312 m ü. NHN zwischen St. Ingbert und Neuweiler.
Er fließt von der Quelle aus in südlicher oder südöstlicher Richtung dem Rohrbach zu. Dabei nimmt er von rechts einige kleinere Zuflüsse auf. Im Bereich des Schlackenberges ist der Gehnbach verrohrt und von einem Industriegebiet überbaut. Im Bereich der Alten Schmelz ist er auch weitgehend überbaut.
Er schließlich mündet auf einer Höhe von ungefähr 222 m ü. NHN von rechts in den aus dem Südwesten kommenden Rohrbach.
Der 3,17 km lange Lauf des Gehnbachs endet ungefähr 90 Höhenmeter unterhalb seiner Quelle, er hat somit ein mittleres Sohlgefälle von circa 28 ‰.

### Zuflüsse
Von der Quelle zur Mündung
- Bruchwaldbach (rechts), 0,5 km
- Kreuzbrunnenbach (rechts), 1,1 km

## Historische Grenze
Der Gehnbach bildet heute noch in einigen Abschnitten die Grenze zwischen dem Stadtgebiet von St. Ingbert und von Sulzbach und damit zwischen den Saarpfalz-Kreis und dem Stadtverband Saarbrücken. Vor der französischen Revolution verlief hier die Grenze zwischen Nassau-Saarbrücken und der Leyenschen Herrschaft Blieskastel. Im Ersten Pariser Frieden von 1814 wurde der Gehnbach Teil der Grenze zwischen Frankreich und Deutschland.
Nach dem Wiener Kongress bis 1919 verlief hier die Grenze zwischen der preußischen Rheinprovinz und dem bayerischen Rheinkreis.
Ein Grenzsteinwanderweg folgt weitgehend dem Grenzverlauf, der an den alten Grenzsteinen ablesbar ist.